# 克灰袋

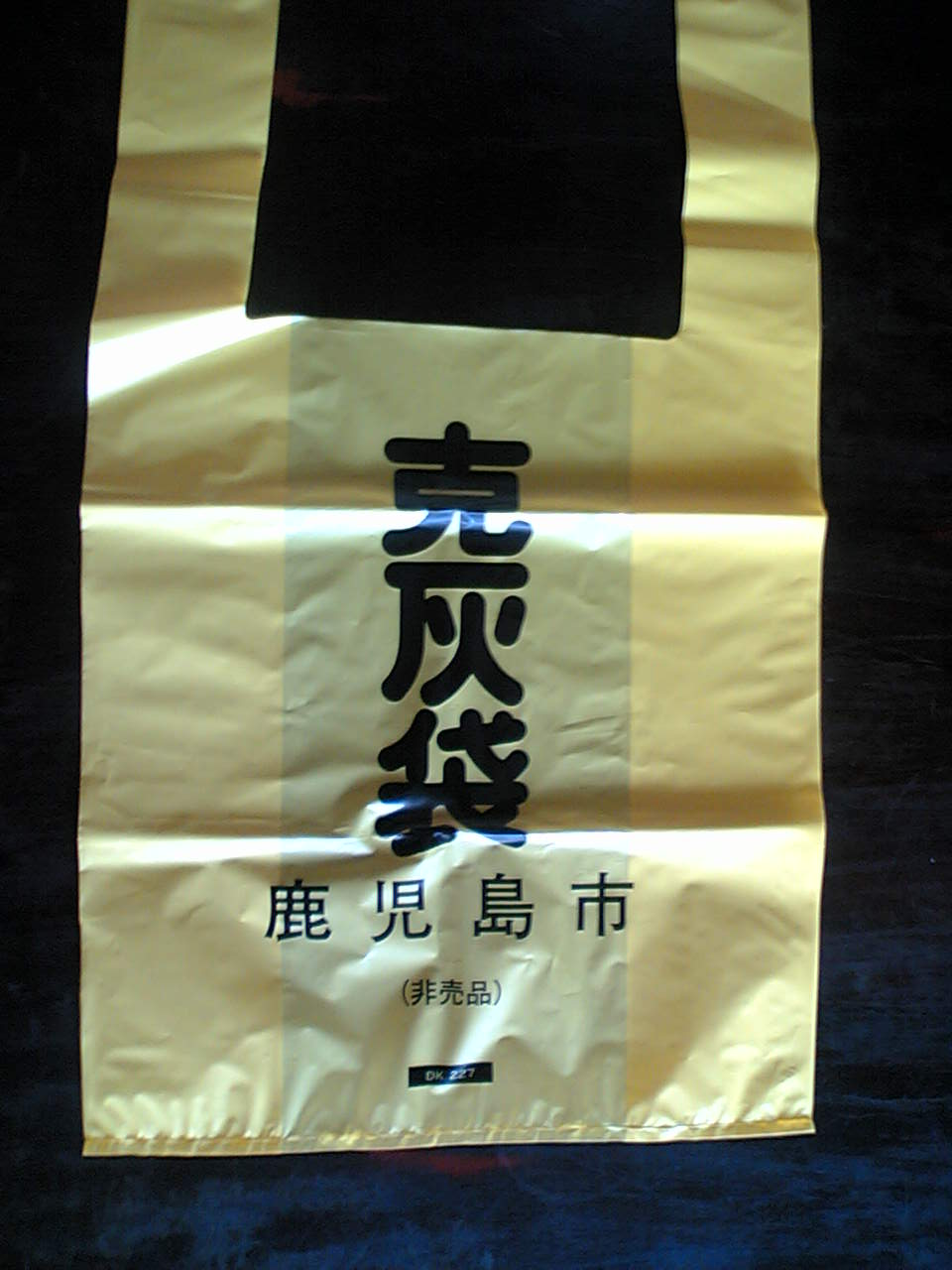
克灰袋

克灰袋（こくはいぶくろ）は、活火山である桜島の噴火によって宅地内に飛来した火山灰を回収するために鹿児島県鹿児島市が各家庭に配布しているゴミ袋である。桜島周辺の垂水市では同様の袋を「降灰袋」、霧島市では「集灰袋」として配布している。
鹿児島市では1985年（昭和60年）に「降灰袋」として導入。「克灰袋」の名称は1991年（平成3年）より使用されており、由来について鹿児島市は「降灰に強い快適な都市を目指す、積極的に降灰を克服しようという意欲を示すためです。」と回答している。

## 配布と回収

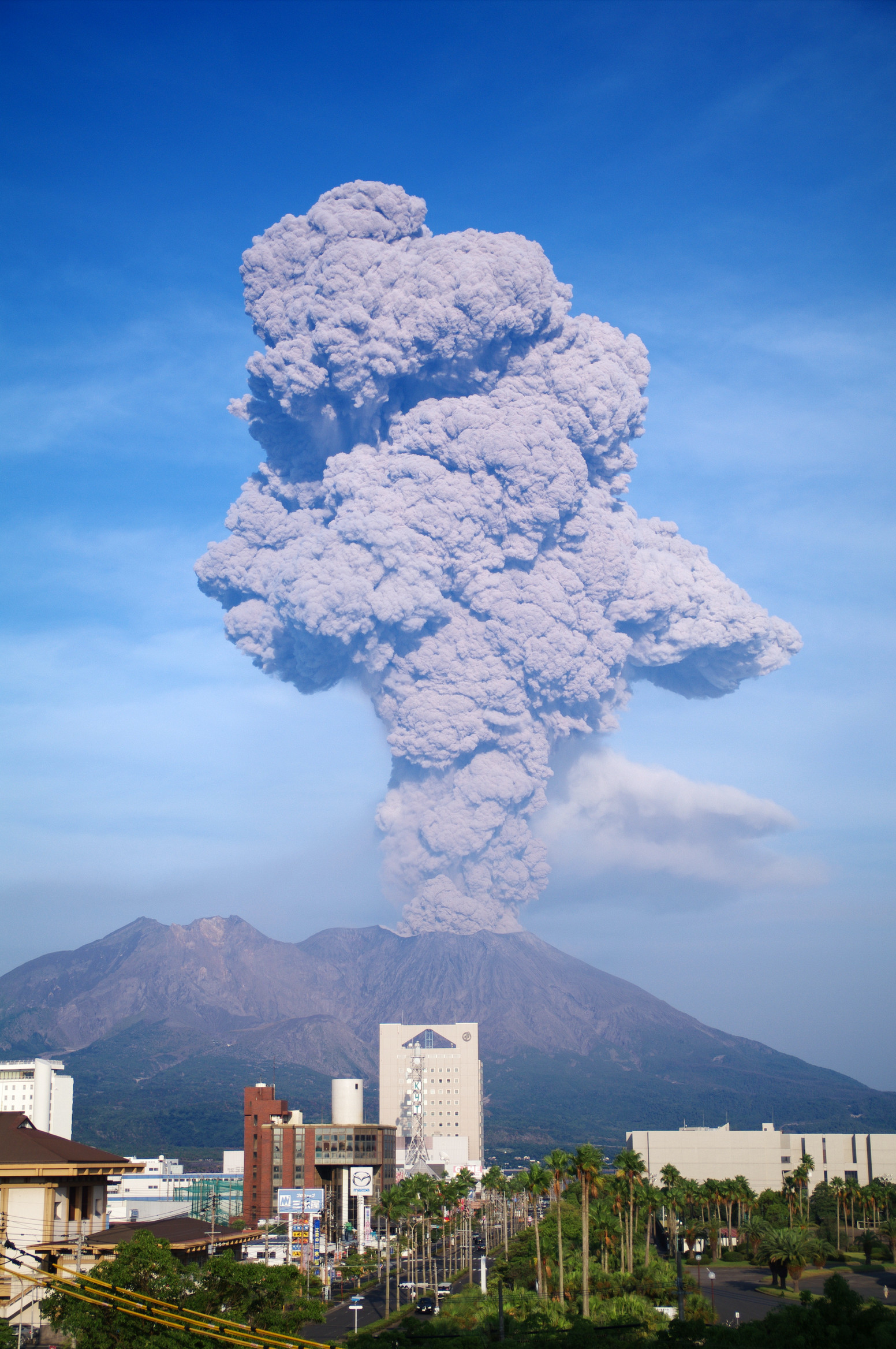
桜島の噴火によって大量の火山灰が周辺都市へ飛来する

活動火山対策特別措置法（昭和48年法律第61号）第22条の以下の規定に基づき、火山の爆発に伴い政令で定める大量の降灰があった市町村が対象となる降灰除去事業の一環として宅地内の降灰を市町村長が指定した場所に集積するために配布が行われている。

第二十二条　国は、火山の爆発に伴い、年間を通じて、政令で定める程度に達する多量の降灰があつた道路で政令で定めるもの又は政令で定める程度に達する多量の降灰があつた市町村の区域内の下水道、都市排水路若しくは公園で政令で定めるもの若しくは宅地に係る降灰（宅地に係る降灰にあつては、市町村長が指定した場所に集積されたものに限る。）について、市町村が行う当該降灰の除去事業（国がその費用の一部を負担し、又は補助する災害復旧事業として行われるものを除く。）に要する費用については、政令で定めるところにより、その三分の二以内を補助することができる。
—活動火山対策特別措置法
袋は1985年（昭和60年）年度より配布が行われている。当初の名称は「降灰袋」であり、「降灰袋・鹿児島市章・鹿児島市」と印刷された降灰袋が町内会を通じて一般家庭へ配布された。1991年（平成3年）からは「克灰袋」という名称が使用されている。鹿児島市から無料で配布（非売品）されており、鹿児島市役所本庁や支所、地域福祉館などには常備されている。2013年（平成25年）には約370万枚が配布された。
袋には最大20キログラムの火山灰が入るようになっているが、宅地内降灰指定置場へ運搬の必要があることから12キログラムぐらいが適当であるとしている。各家庭で収集された灰は克灰袋に入れられて鹿児島市の各地（吉田・松元・郡山・谷山地域の一部を除く）の6,500箇所に設置されている「宅地内降灰指定置場」へ集積され、鹿児島市から委託を受けた業者によって宅地内降灰指定置場から回収される。回収された克灰袋は埋め立て処分されており、2011年（平成23年）には市街地区で約5,900立方メートル、桜島地区では約1,050立方メートルが処分された。

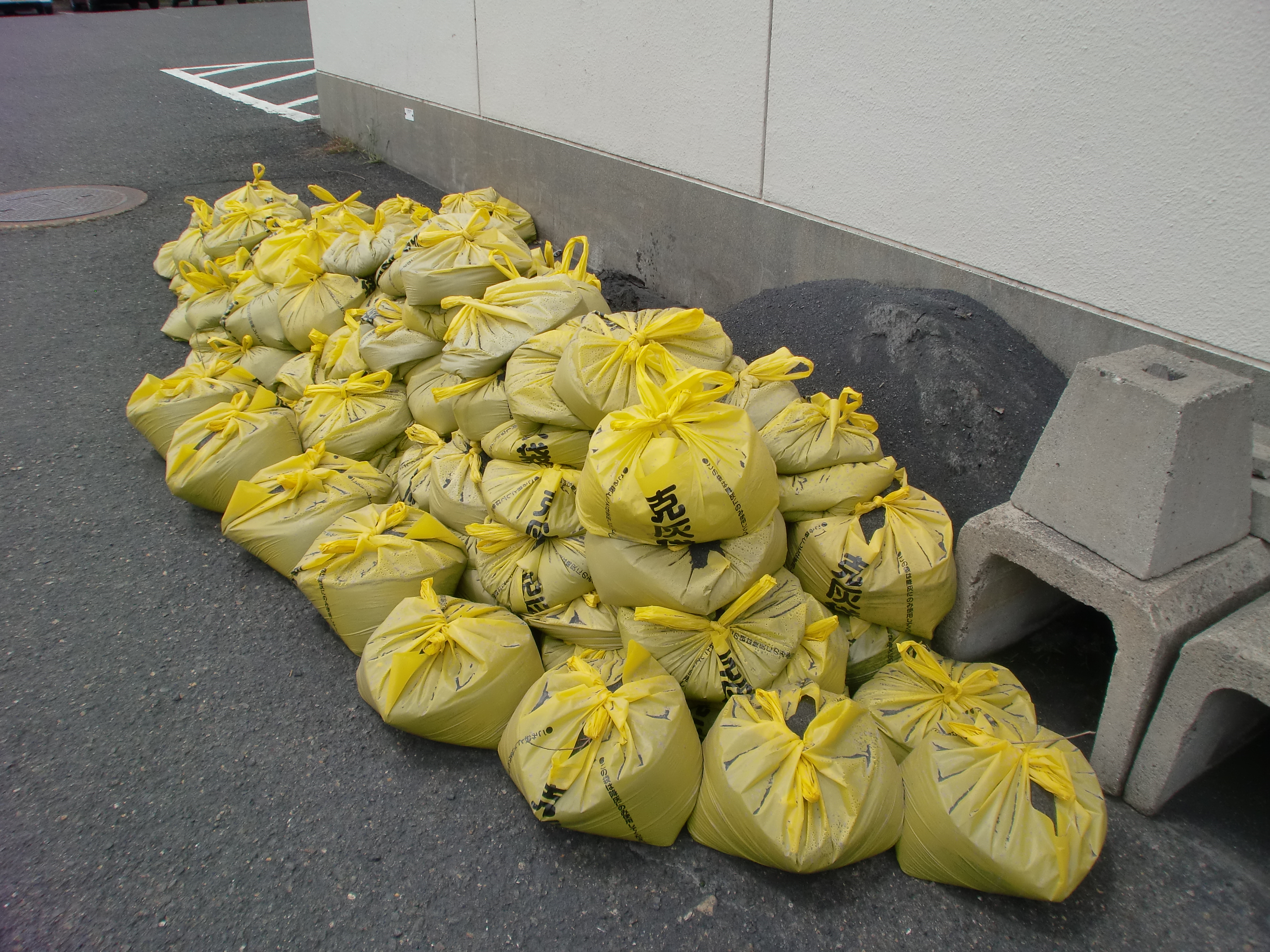
山積みにされた克灰袋（鹿児島市東桜島町）
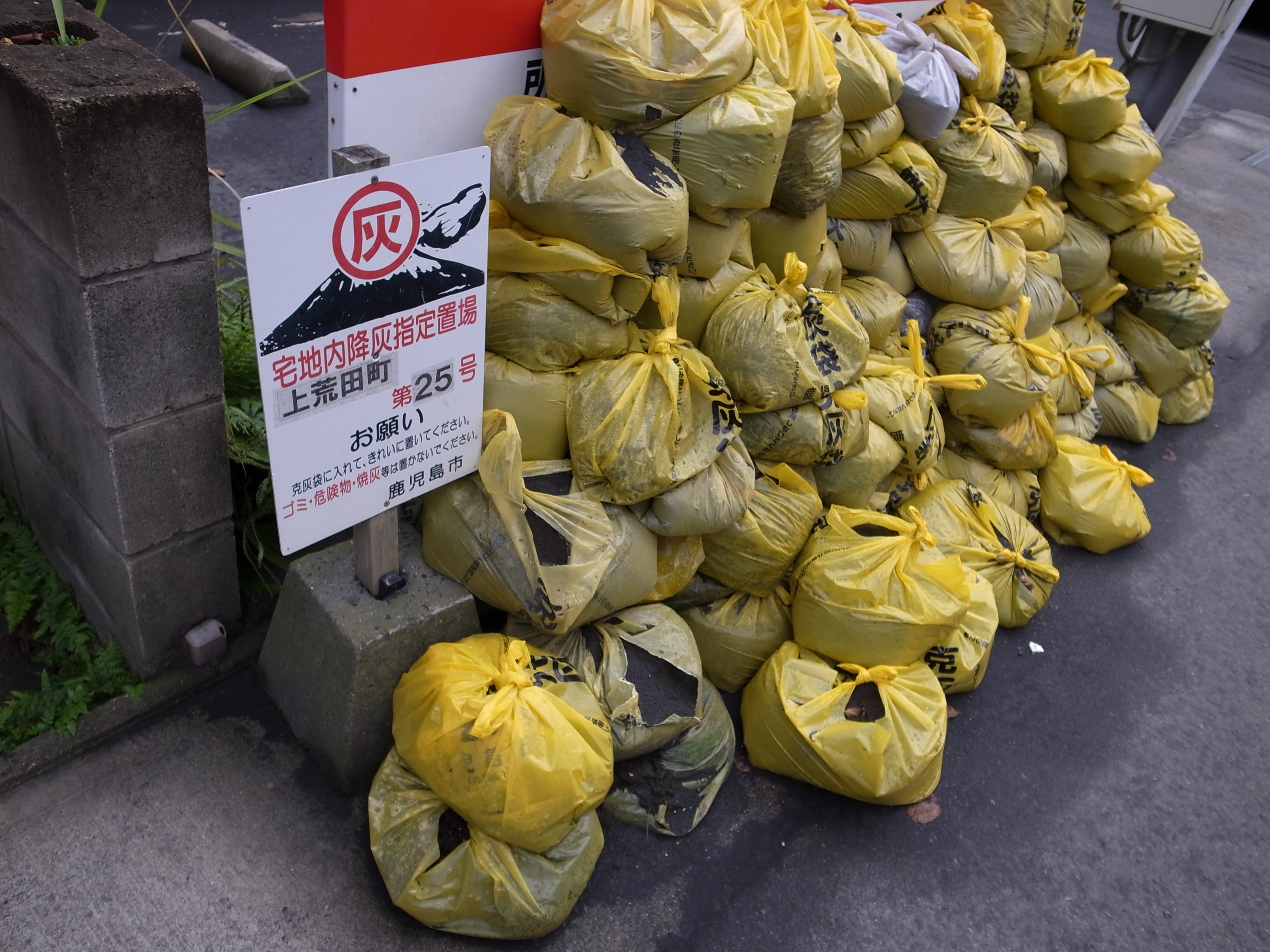
宅地内降灰指定置場（鹿児島市上荒田町）
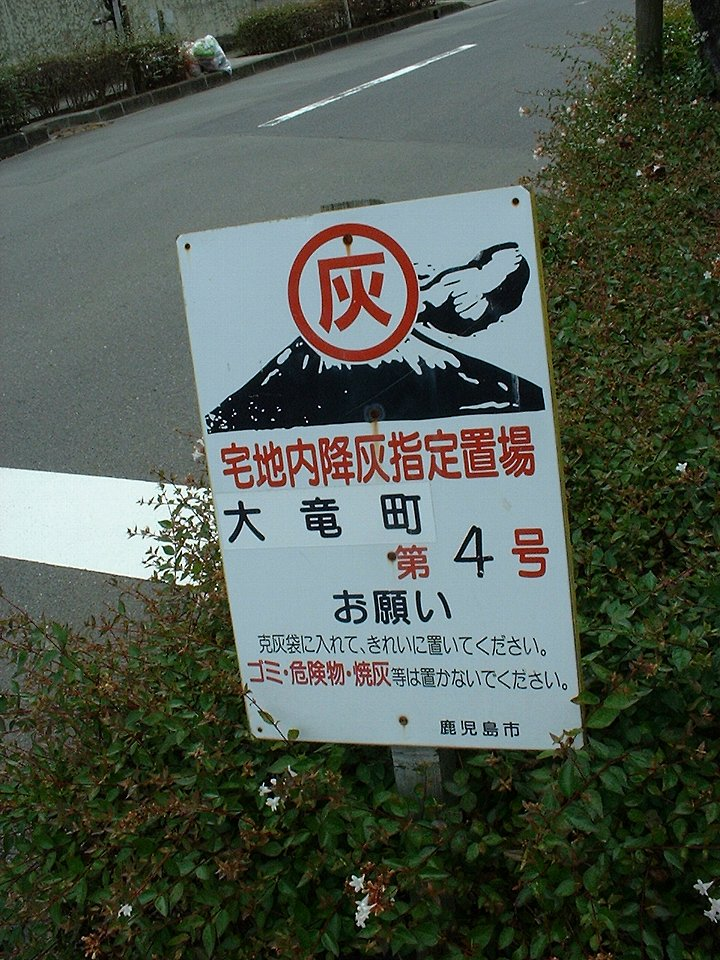
宅地内降灰指定置場を示す看板（鹿児島市大竜町）

## 派生
克灰袋をモチーフにしたトートバッグ、きんちゃくなどが販売されている。2022年（令和4年）8月1日には克灰袋の配布元である鹿児島市がGMOペパボのオリジナルグッズ販売サイトである「SUZURI by GMOペパボ」において公式アカウントを作成し、克灰袋をモチーフにしたTシャツなどの販売を開始した。